# Distrito electoral de Valley (condado de Madison, Nebraska)
Valley Precinct es una subdivisión territorial (equivalente a un township) del condado de Madison, Nebraska, Estados Unidos. Según el censo de 2020, tiene una población de 1033 habitantes.

## Geografía
La subdivisión está ubicada en las coordenadas 42°2′57″N 97°31′32″O / 42.04917, -97.52556. Según la Oficina del Censo de los Estados Unidos, tiene una superficie total de 112.93 km², de la cual 111.45 km² corresponden a tierra firme y 1.48 km² son agua.

## Demografía
Según el censo de 2020, hay 1033 personas residiendo en la zona. La densidad de población es de 9.26 hab./km². El 96.22% de los habitantes son blancos, el 0.10% es afroamericano, el 0.39% son amerindios, el 0.48% son asiáticos, el 0.29% son de otras razas y el 2.52% son de una mezcla de razas. Del total de la población, el 2.03% son hispanos o latinos de cualquier raza.